# Monika Wulf-Mathies

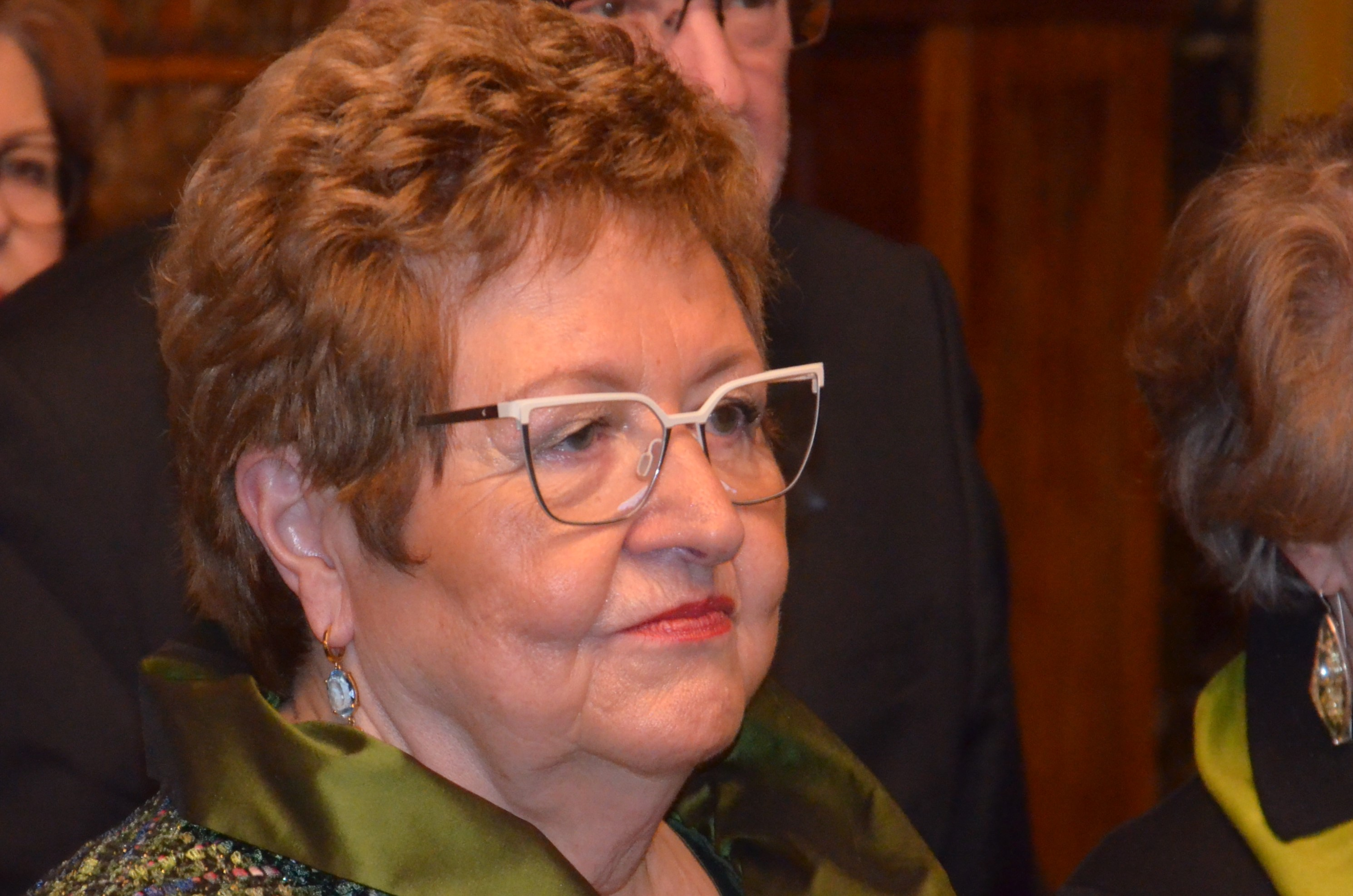

Monika Wulf-Mathies, de soltera Baier, (Wernigerode, Alemania, 1942) es una política y sindicalista alemana que formó parte de la Comisión Europea liderada por Jacques Santer, brazo ejecutivo de la Unión Europea, de 1995 a 1999.
Afiliada al Partido Socialdemócrata de Alemania (SPD) desde el año 1965, en 1971 fue nombrada auxiliar oficial de la oficina de prensa del Ministro Federal de Asuntos Económicos, Karl Schiller. En 197 pasa a ocupar una de las principales ejecutivas del sindicato ÖTV, que dirigiría entre 1982 y 1994. Ese año fue nombrada miembro de la Comisión Santer, tomando el puesto de Comisaria Europea de Política Regional, cargo desde el que fue responsable de los Fondos de Cohesión. Después de la dimisión de esta Comisión en marzo de 1999, como consecuencia de las numerosas denuncias por casso de corrupción, ocupa el mismo cargo de forma interina en la Comisión provisional liderada por Manuel Marín hasta abandonar definitivamente el puesto en noviembre de 1999. Hasta el año siguiente sería asesora privada del canciller Gerhard Schröder.
En su cargo en la Comisión Europea fue sucedida por Michel Barnier.
- Datos: Q66021
- Multimedia: Monika Wulf-Mathies / Q66021